# Dunois
Il Dunois è un'antica contea del regno di Francia, con capitale Châteaudun. 
Annessa alla contea di Blois ne fu distaccata il 21 luglio 1439 dal duca Carlo d'Orléans, che ne fece dono al fratellastro Giovanni, Bastardo d'Orléans, creandolo conte di Dunois, per ricompensarlo dei servigi resi quale reggente della corona ducale e in qualità di capitano regio durante la Guerra dei cent'anni. 